# 茨城町バイパス
茨城町バイパス（いばらきまちバイパス）は、茨城県東茨城郡茨城町内の国道6号のバイパス道路である。

## 概要
- 起点：茨城県東茨城郡茨城町小幡
- 終点：茨城県東茨城郡茨城町長岡
- 延長：7.8 km
- 車線：完成4車線（うち3.6 kmは暫定2車線）

1990年（平成2年）8月に暫定2車線で全線供用。現在、終点側1.0 kmは隣接する水戸バイパスと同様に4車線化されている。現在は水戸市街方面へ向かう旧来の水戸街道が国道6号の指定を外れているため本バイパスが国道6号の現道である。
県道大洗友部線のバイパスを国道6号まで建設していて、接続する交差点周辺（奥谷〜長岡車線増加まで）四車線化と歩道の完成するための工事が進められていたが、2023年12月25日に完成した。

## 交差する道路
| 交差する道路           | 交差点名 |
| ---------------------- | -------- |
| 国道6号 土浦・石岡方面 |          |
| 県道43号茨城岩間線     | 奥谷立体 |
| 県道16号大洗友部線     | 小鶴西   |
| 県道40号内原塩崎線     | 長岡立体 |
| 国道6号 水戸・日立方面 |          |

## 橋梁
| 橋梁名     | 延長   | 河川     | 所在地     |
| ---------- | ------ | -------- | ---------- |
| 新高橋橋   | 543.0m | 涸沼川   | 茨城町奥谷 |
| 涸沼前川橋 | 214.3m | 涸沼前川 | 茨城町長岡 |

## 交通量
平日24時間交通量（台）
| 区間                     | 平成22 （2010）年度 | 平成27 （2015）年度 | 令和3 （2021）年度 |
| ------------------------ | ------------------- | ------------------- | ------------------ |
| 茨城岩間線 ～ 大洗友部線 | 31,177              | 30,057              | 29,126             |
| 大洗友部線 ～ 内原塩崎線 | 31,177              | 30,057              | 29,126             |

平成17（2005）年度 東茨城郡茨城町小鶴：35,197
（出典：平成17年度道路交通センサス・平成22年度道路交通センサス・平成27年度全国道路・街路交通情勢調査・令和3年度全国道路・街路交通情勢調査〈国土交通省ウェブサイト〉より一部データを抜粋して作成）